# Northern River
Northern River är ett vattendrag i Belize.   Det ligger i distriktet Belize, i den nordöstra delen av landet, 90 km nordost om huvudstaden Belmopan. Northern River ligger vid sjön Northern River Lagoon.